# Oscar Cadiach
Oscar Cadiach (* 1952) je španělský horolezec, který má vylezeno 13 ze 14 osmitisícovek. V červnu roku 2016 mu tak chybí pouze Broad Peak k tomu, aby se stal dalším horolezcem, ze Španělska již čtvrtým, který má vylezeno všech 14 vrcholů vyšších než 8000 metrů.

## Horolezecké úspěchy
Cadiach se narodil v Barceloně, už od 14 let se věnuje horolezectví. Ve 22 letech se stal lezeckým instruktorem. Později začal jezdit do Himálaje, první úspěšný výstup nad 8000 metrů si připsal v roce 1984, když vystoupil na Nanga Parbat. Hned o rok později vystoupil i na nejvyšší horu světa Mount Everest, na který vystoupil ještě jednou v roce 1993. Dvakrát vystoupil rovněž na Čo Oju. Roku 2013 zdolal svůj 13. vrchol Gašerbrum I.

## Úspěšné výstupy na osmitisícovky
- 1984 Nanga Parbat (8125 m)
- 1985 Mount Everest (8849 m)
- 1993 Mount Everest (8849 m)
- 1993 Šiša Pangma (8013 m)
- 1996 Čo Oju (8201 m)
- 1997 Čo Oju (8201 m)
- 1998 Makalu (8465 m)
- 1999 Gašerbrum II (8035 m)
- 2001 Lhoce (8516 m)
- 2011 Manáslu (8163 m)
- 2012 Annapurna (8091 m)
- 2012 Dhaulágirí (8167 m)
- 2012 K2 (8611 m)
- 2013 Kančendženga (8586 m)
- 2013 Gašerbrum I (8068 m)
- 2017 Broad Peak (8051 m)